# 크로노사우루스
크로노사우루스(Kronosaurus)는 중생대 백악기 전기 약 1억 1,000만년 전에 남아메리카, 오세아니아 등에서 서식했던 해서(海棲) 파충류의 일종이다. 속명은 그리스신화에 나오는 크로노스(Kronos) 신의 이름에서 유래되었다.

## 특징
최대 몸 길이는 13m이고, 두개골이 최대 4m 정도로 전체 몸길이의 4분의 1을 차지하며, 입술은 길게 늘어진 삼각형의 모양이었고, 길이가 약 25cm에 달하는 날카로운 이빨을 가지고 있었다. 위(胃)에 남아 있는 내용물로 볼 때, 어류나 다른 해서(海棲)파충류를 잡아 먹었을 것으로 추측된다. 성격이 난폭해 다른 수장룡을 닥치는 데로 공격해 먹이로 삼았지만, 이후 모사사우루스와 같이 분포되면서 멸종되었다.